# Velký Čeremšan
Velký Čeremšan (rusky Большой Черемшан, tatarsky Olı Çirmeşän) je řeka v Uljanovské a v Samarské oblasti a v Tatarstánu v Rusku. Je dlouhá 336 km. Povodí řeky je 11 500 km².

## Průběh toku
Pramení v Bugulmsko-belebejské vrchovině. Ústí zleva do Kujbyševské přehrady na Volze (povodí Kaspického moře). Dolní tok řeky byl zatopen, neboť vzdutí přehradního jezera sahá až k městu Dimitrovgradu.

### Přítoky
- zprava – Velká Sulča, Malý Čeremšan

## Vodní režim
Zdrojem vody jsou převážně sněhové srážky.